# میگل واسکونسلوس
میگل واسکونسلوس (انگلیسی: Miguel de Vasconcelos؛ لیسبون تاریخ ورودی نامعتبر است – ۱ دسامبر ۱۶۴۰) سیاست‌مدار و آخرین وزیر امور خارجه (نخست‌وزیر) پادشاهی پرتغال بود.
او احتمالاً در همکاری با دشمن (اسپانیا) بود، در طول سال‌های آخر سلسله فیلیپین، به ویژه پس از شورش‌های ۱۶۳۷، وی به عنوان خائن محسوب می‌شد.

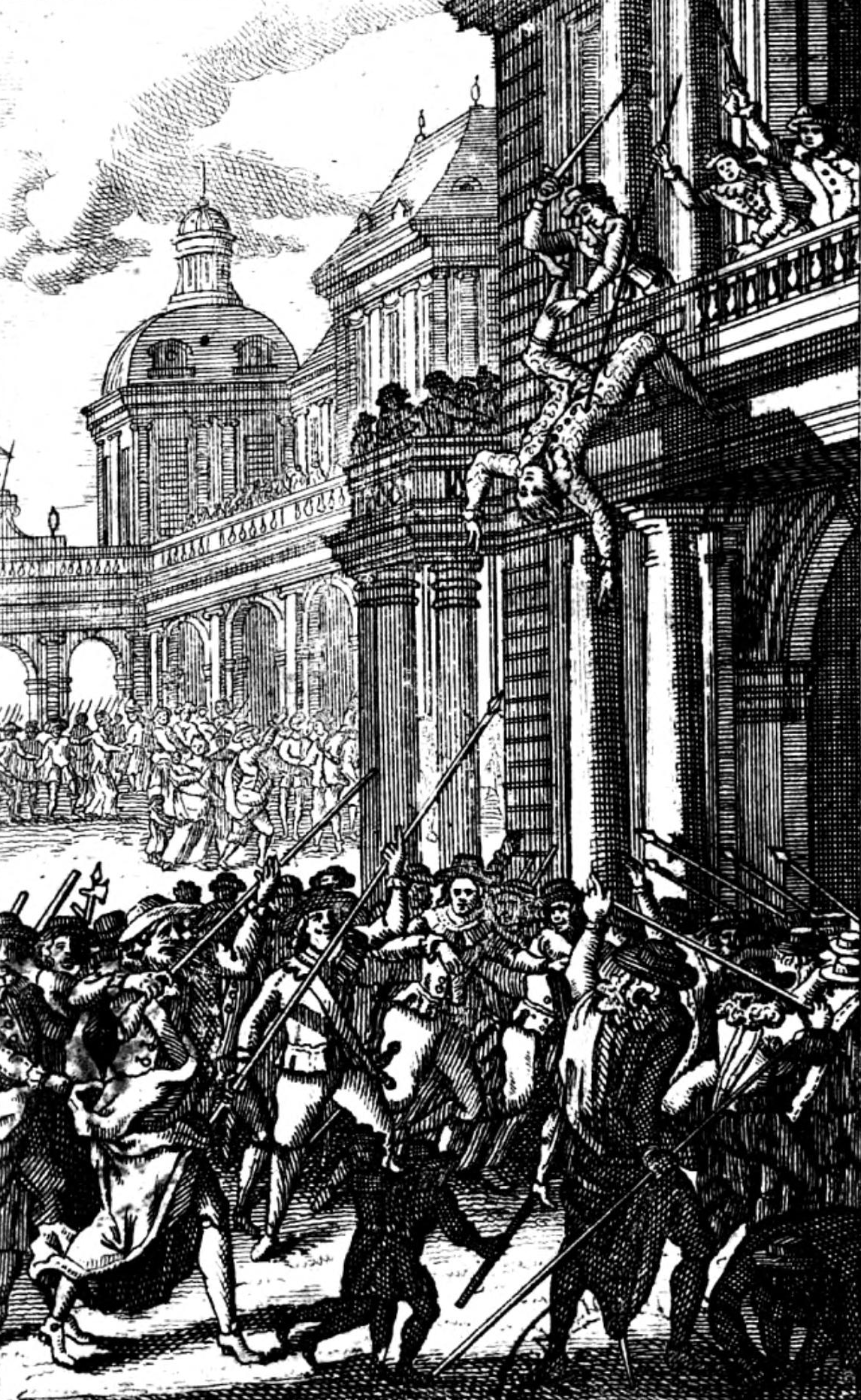
مرگ میگل واسکونسلوس

در صبح روز اول دسامبر ۱۶۴۰، گروهی از نجیب‌زاده‌های پرتغالی که خواستار بازگرداندن کامل استقلال به این کشور بودند یک انقلاب به راه انداختند که بلافاصله توسط مردم لیسبون پشتیبانی شدند. پس از ورود به کاخ، توطئه گران میگل واسکونسلوس را در یک گنجه با یک اسلحه پنهان کردند. تکان‌های او در داخل گنجه باعث لو رفتن موقعیت او شد. او کشته شد و جسد وی توسط مردم عصبانی پرت شد.